# Rumänische Eishockeyliga 1984/85
Die Saison 1984/85 war die 55. Spielzeit der rumänischen Eishockeyliga, der höchsten rumänischen Eishockeyspielklasse. Meister wurde zum insgesamt 22. Mal in der Vereinsgeschichte Steaua Bukarest.

## Modus
In der Hauptrunde absolvierte jede der sechs Mannschaften insgesamt 25 Spiele. Der Erstplatzierte der Hauptrunde wurde Meister. Für einen Sieg erhielt jede Mannschaft zwei Punkte, bei einem Unentschieden gab es einen Punkt und bei einer Niederlage null Punkte.

## Hauptrunde

### Tabelle
|    | Klub                     | Sp | S  | U | N  | T   | GT  | Punkte |
| -- | ------------------------ | -- | -- | - | -- | --- | --- | ------ |
| 1. | Steaua Bukarest          | 25 | 22 | 2 | 1  | 217 | 60  | 46     |
| 2. | SC Miercurea Ciuc        | 25 | 18 | 3 | 4  | 165 | 64  | 39     |
| 3. | Dinamo Bukarest          | 25 | 15 | 4 | 6  | 168 | 99  | 34     |
| 4. | Viitorul Gheorgheni      | 25 | 7  | 0 | 18 | 89  | 201 | 14     |
| 5. | CSM Dunărea Galați       | 25 | 4  | 1 | 20 | 72  | 152 | 9      |
| 6. | Progresul Miercurea Ciuc | 25 | 4  | 0 | 21 | 59  | 194 | 8      |

Sp = Spiele, S = Siege, U = Unentschieden, N = Niederlagen